# Seljänalanen
Seljänalanen eller Seljänala är en sjö i Finland. Den ligger i kommunen Raseborg i landskapet Nyland, i den södra delen av landet, 70 km väster om huvudstaden Helsingfors. Seljänalanen ligger 41 meter över havet. I omgivningarna runt Seljänalanen växer i huvudsak blandskog. Den är 26,45 meter djup. Arean är 2,6 kvadratkilometer och strandlinjen är 15,15 kilometer lång. Sjön  ingår i Skärgårdshavets kustområde, Åland. 